# Метод гілок і меж
Метод гілок і меж (англ. Branch-and-Bound) — один з поширених методів дискретної оптимізації. Метод працює на дереві рішень та визначає принципи роботи конкретних алгоритмів пошуку розв'язків, тобто, є мета-алгоритмом. Для різних задач комбінаторної оптимізації створюють спеціалізовані алгоритми гілок та меж.
Ідею методу було вперше сформульовано A.H. Land та A.G. Doig (1960) в галузі дослідження операцій. R.J. Dakin (1965) розробив простий для впровадження алгоритм.

## Алгоритм
Результатом роботи алгоритму є знаходження максимуму функції на допустимій множині. При чому множина може бути як дискретною, так і раціональною. В ході роботи алгоритму виконується дві операції: розбиття вихідної множини на підмножини (гілки), та знаходження оцінок (меж). Існує оцінка множини згори та оцінка знизу. Оцінка згори — точка що гарантовано не менша за максимум на заданій підмножині. Оцінка знизу — точка що гарантовано не більша за мінімум на заданій підмножині. Множина що має найбільшу оцінку зверху зветься рекордною. На початку вся множина вважається рекордною.
1. Рекордна множина розбивається на підмножини;
2. Знайти оцінки згори та знизу для нових підмножин;
3. Визначити максимальну оцінку знизу серед усіх підмножин;
4. Видалити ті множини у яких оцінка зверху менша за максимальну оцінку знизу;
5. Знайти максимальну оцінку згори серед усіх підмножин та вважати її рекордною;
6. Якщо не досягнуто дискретності, або необхідної точності перейти по пункту 1;

Результатом роботи є значення між оцінкою згори та знизу для рекордної множини.
Точністю є різниця між верхньою та нижньою оцінками, тобто для дискретних множин алгоритм завершений тоді, коли ці оцінки збігаються.

## Застосування
Метод використовується для вирішення деяких NP-повних задач. Швидкість алгоритму залежить від вигляду функції та способу визначення оцінок, але гарантовано не більше за повний перебір.